# 1869 w literaturze
Wydarzenia literackie w 1869 roku.

## Nowe utwory
- polskojęzyczne
- obcojęzyczne
  - Louisa May Alcott – Dobre żony (ang. Good Wives)
  - Fiodor Dostojewski – Idiota[1] (ros. Идиот)
  - Victor Hugo – Człowiek śmiechu (fr. L'Homme qui rit)
  - Lew Tołstoj – Wojna i pokój[1] (ros. Война и мир)
  - Jules Verne – Wokół Księżyca (fr. Autour de la Lune)

## Urodzili się
- 15 stycznia – Stanisław Wyspiański, polski pisarz, dramaturg, malarz (zm. 1907)
- 11 lutego – Else Lasker-Schüler, niemiecka poetka (zm. 1945)
- 13 marca – Gaston Arman de Caillavet, francuski dramatopisarz (zm. 1915)
- 14 marca – Algernon Blackwood, brytyjski pisarz i dziennikarz (zm. 1951)
- 1 kwietnia – Peter Egge, norweski pisarz, dziennikarz i dramatopisarz (zm. 1959)
- 26 czerwca – Martin Andersen Nexø, duński pisarz (zm. 1954)
- 27 czerwca – Wacław Gąsiorowski, polski powieściopisarz, dziennikarz, publicysta (zm. 1939)
- 2 lipca – Hjalmar Söderberg, szwedzki pisarz (zm. 1941)
- 29 lipca – Booth Tarkington, amerykański powieściopisarz (zm. 1946)
- 6 września – Felix Salten, austriacki pisarz (zm. 1945)
- 11 września – Víctor Català, katalońska pisarka (zm. 1966)
- 15 listopada
  - Arnošt Procházka, czeski pisarz, krytyk literacki, tłumacz (zm. 1925)
  - Arnold Wall, brytyjsko-nowozelandzki poeta i pisarz (zm. 1966)
- 20 listopada – Zinaida Gippius, rosyjska pisarka i poetka, symbolistka (zm. 1945)
- 22 listopada – André Gide, francuski prozaik (zm. 1951)
- 5 grudnia – Ellis Parker Butler, amerykański pisarz i poeta (zm. 1937)
- 22 grudnia – Edwin Arlington Robinson, amerykański poeta (zm. 1935)
- 30 grudnia – Stephen Leacock, kanadyjski pisarz i ekonomista (zm. 1944)
- John Stuart Thomson, amerykański prozaik i poeta (zm. 1950)

## Zmarli
- 23 maja – Apollo Korzeniowski, polski poeta i dramaturg (ur. 1820)
- 16 sierpnia – Gabriela Puzynina, polska poetka, komediopisarka i pamiętnikarka (ur. 1815)
- 18 lub 30 sierpnia – Piotr Jerszow, rosyjski pisarz (ur. 1815)
- 8 listopada - Zofia Węgierska, polska felietonistka i pisarka (ur. 1822)
- 12 listopada – Gheorghe Asachi, rumuński poeta, dramaturg i tłumacz (ur. 1788)

Brak daty dziennej: 
- Andreas Kalwos, grecki poeta, piewca powstania greckiego (ur. 1792)